# 43212 Katosawao
43212 Katosawao este o planetă minoră (asteroid), cu un diametru de 19,212 km, din Asteroid troian al lui Jupiter. A fost descoperită pe 5 ianuarie 2000 la Experimental Test Site⁠(d) de Lincoln Near-Earth Asteroid Research și a fost numită după Sawao Katō. 
Obiectul prezintă o orbită caracterizată de o semiaxă mare de 5,2883363484591 UAi, o excentricitate de 0,059368886246173, o înclinație de 6,4748163906455 ° în raport cu ecliptica.